# Chantilín
Chantilín, alternative Schreibweise: Chantilin, ist eine Ortschaft und eine Parroquia rural („ländliches Kirchspiel“) im Kanton Saquisilí der ecuadorianischen Provinz Cotopaxi. Die Parroquia besitzt eine Fläche von 4,07 km². Die Einwohnerzahl lag im Jahr 2010 bei 1035. Die Parroquia wurde im Jahr 1944 gegründet.

## Lage
Die Parroquia Chantilín liegt im Andenhochtal von Zentral-Ecuador. Der Río Pumacunchi, ein rechter Nebenfluss des Río Cutuchi, fließt entlang der östlichen Verwaltungsgrenze nach Süden. Im Südwesten wird das Verwaltungsgebiet von der Straße Latacunga–Saquisilí begrenzt. Das etwa 2900 m hoch gelegene Verwaltungszentrum Chantilín Centro befindet sich einen Kilometer östlich vom Kantonshauptort Saquisilí sowie 11,5 km nordnordwestlich der Provinzhauptstadt Latacunga. 
Die Parroquia Chantilín grenzt im Nordwesten an die Parroquia Saquisilí, im Osten an die Parroquia Guaytacama (Kanton Latacunga) sowie im Südwesten an das Municipio von Latacunga und die Parroquia Poaló (Kanton Latacunga).

## Orte und Siedlungen
In der Parroquia Chantilín gibt es neben dem Hauptort Chantilín Centro folgende vier Barrios: Central Narváez, Unión Narváez, San Francisco und Chantilín Grande. 